# Türkisch für Anfänger
Türkisch für Anfänger (dansk: Tyrkisk for begyndere) er en tysk tv-serie produceret for Das Erste.
Serien begynder med, at den etnisk tyske Doris Schneider (Anna Stieblich) flytter sammen med den tyrkiskfødte Metin Öztürk (Adnan Maral). Da de begge er enlige forældre, medbringer de hver to børn: Doris' Lena (Josefine Preuß) og Nils (Emil Reinke) samt Metins Cem (Elyas M’Barek) og Yağmur (Pegah Ferydoni). I løbet af seriens tre sæsoner, spredt ud over tre år, døjer alle familiens medlemmer med udfordringer såsom at blive voksne, at blive gamle, kærlighed og livet i en multikulturel familie.
I 2012 kom filmen af samme navn i biograferne. Filmen var ikke en fortsættelse, men derimod en genfortælling af tv-serien.